# Lijst van rijksmonumenten in Ulrum
De plaats Ulrum telt 12 inschrijvingen in het rijksmonumentenregister. Hieronder een overzicht. 
| Object | Oorspronkelijke functie? | Bouwjaar                                    | Architect                     | Locatie            | Coördinaten?                  | Nr.?   | Afbeelding |
| --- | ------------------------ | ------------------------------------------- | ----------------------------- | ------------------ | ----------------------------- | ------ | --- |
| Hervormde kerk en toren                                                                                         | Kerk en kerkonderdeel    | 1225-1250 15e eeuw (toren) 1916-'17 (rest.) | C.H. Peters (1916-'17)        | H. de Cockstraat 5 | 53° 21' 31" NB, 6° 19' 53" OL | 35863  | Meer afbeeldingen                                                                                               |
| Voormalige grenspaal gemeenten Leens-Ulrum (daarvoor kaak op de kruising Wilhelminastraat-Hoofdstraat in Leens) | Grensafbakening          |                                             |                               | bij Leensterweg 59 | 53° 21' 40" NB, 6° 21' 29" OL | 35864  | Voormalige grenspaal gemeenten Leens-Ulrum (daarvoor kaak op de kruising Wilhelminastraat-Hoofdstraat in Leens) |
| Neptunus | Woonhuis                 | ca. 1875                                    |                               | Noorderstraat 1    | 53° 21' 35" NB, 6° 19' 49" OL | 35865  | Meer afbeeldingen                                                                                               |
| Hervormde pastorie                                                                                              | Dienstwoning             | ca. 1860                                    |                               | H. de Cockstraat 1 | 53° 21' 29" NB, 6° 19' 52" OL | 509438 | Hervormde pastorie                                                                                              |
| Hervormde consistorie (Irene)                                                                                   | Kerk en kerkonderdeel    | 1902                                        |                               | H. de Cockstraat 3 | 53° 21' 30" NB, 6° 19' 52" OL | 509439 | Hervormde consistorie (Irene)                                                                                   |
| Westerhouw | Boerderij                | 1908                                        | P.M.A. Huurman                | Leensterweg 54     | 53° 21' 39" NB, 6° 21' 25" OL | 509457 | Westerhouw |
| Westerhouw, voetgangersbrug                                                                                     | Brug                     | ca. 1930                                    |                               | bij Leensterweg 54 | 53° 21' 40" NB, 6° 21' 26" OL | 509458 | Westerhouw, voetgangersbrug                                                                                     |
| Weegbrughuisje                                                                                                  | Handel en kantoor        | 1939                                        | W. Reitsema en H. Nienhuis    | Spoorstraat 68     | 53° 21' 41" NB, 6° 19' 32" OL | 509478 | Meer afbeeldingen                                                                                               |
| Weegbrug | Handel en kantoor        | 1939                                        |                               | bij Spoorstraat 68 | 53° 21' 41" NB, 6° 19' 32" OL | 509479 | Weegbrug |
| Gereformeerde kerk                                                                                              | Kerk en kerkonderdeel    | 1901                                        | L. Reitsma                    | Leensterweg 1      | 53° 21' 35" NB, 6° 20' 4" OL  | 509489 | Meer afbeeldingen                                                                                               |
| Station Ulrum                                                                                                   | Transport                | 1922                                        | C. de Graaf                   | Spoorstraat 28     | 53° 21' 39" NB, 6° 19' 42" OL | 509493 | Meer afbeeldingen                                                                                               |
| Woonhuis met aangebouwde schuur                                                                                 | Woonhuis                 | 1920 1938 (verb.)                           | L. Reitsma W. Reitsema (1938) | Stationsweg 1      | 53° 21' 36" NB, 6° 19' 41" OL | 509499 | Woonhuis met aangebouwde schuur                                                                                 |